# Liste prominenter Funkamateure

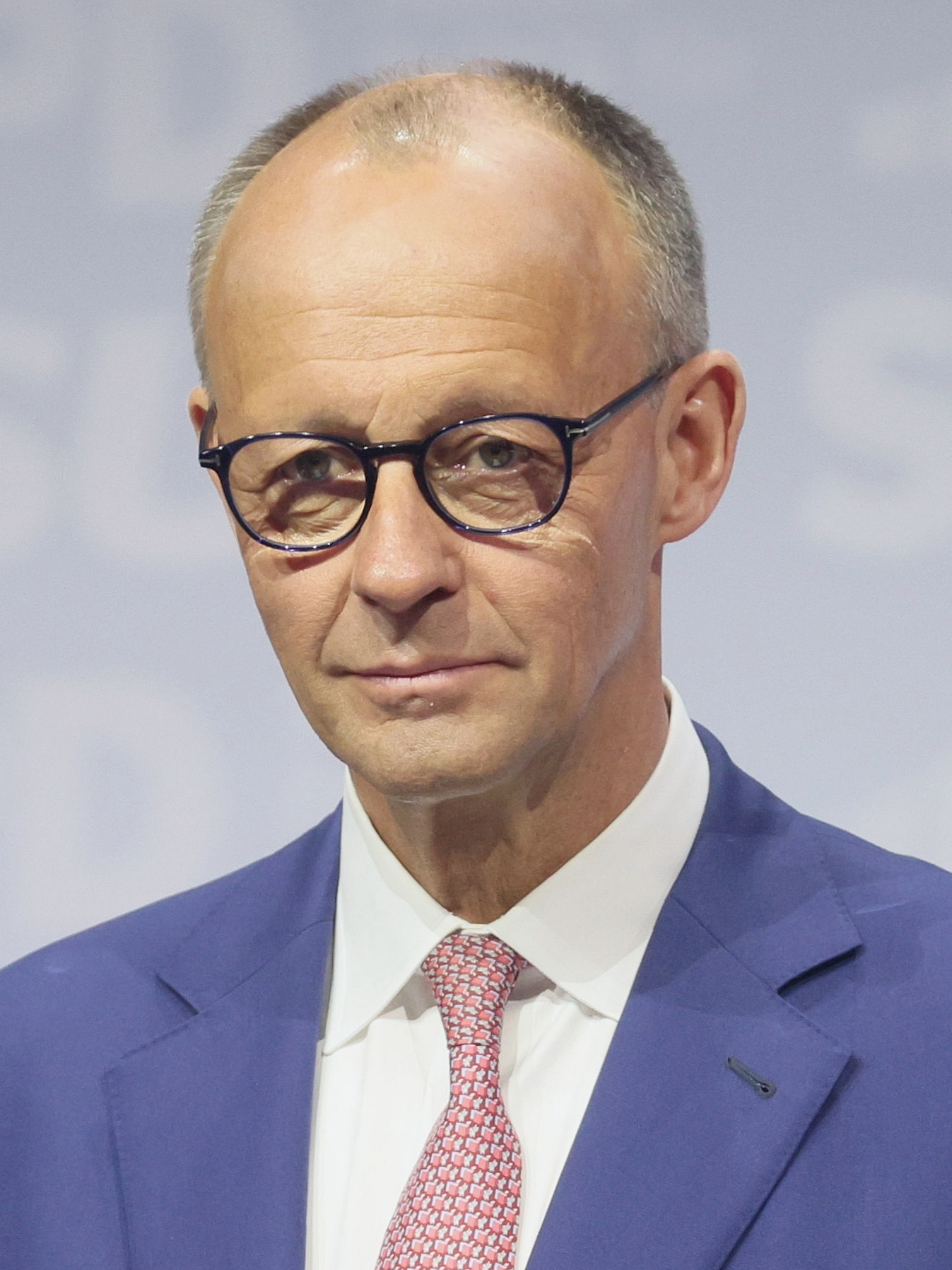
Friedrich Merz, Rufzeichen DK7DQ

In dieser Liste prominenter Funkamateure werden prominente Persönlichkeiten aufgeführt, welche Funkamateure sind oder waren. Für Funkpioniere und Persönlichkeiten, die sich um die Entwicklung des Amateurfunks in herausragender Weise verdient gemacht haben, siehe Liste der Amateurfunk-Persönlichkeiten.

## A
- Joseph Michael Acaba (* 1967), US-amerikanischer Astronaut, Amateurfunkrufzeichen KE5DAR
- Bhumibol Adulyadej (1927–2016), König von Thailand, HS1A
- Albert II. (Monaco) (* 1958), Fürst von Monaco, 3AØAG
- Tim Allen (* 1953), US-amerikanischer Schauspieler, KK6OTD
- Franz Anderle (1874–1957), österreichischer Offizier, DE1ØØ5
- Clayton Conrad Anderson (* 1959), US-amerikanischer Astronaut, KD5PLA
- Jerome Apt (* 1949), US-amerikanischer Physiker und Astronaut, N5QWL
- Chet Atkins (1924–2001), US-amerikanischer Country-Musiker, W4CGP
- Sergei Wassiljewitsch Awdejew (* 1956), russischer Kosmonaut, RV3DW

## B
- Amitabh Bachchan (* 1942), indischer Schauspieler, VU2AMY
- Ellen Louise Shulman Baker (* 1953), US-amerikanische Astronautin, KB5SIX
- John Baldacci (* 1955), US-amerikanischer Politiker (Demokratische Partei), KB1NXP
- Hugo Banzer Suárez (1926–2002), bolivianisches Staatsoberhaupt, CP1CL
- John-David Francis Bartoe (* 1944), US-amerikanischer Astrophysiker, W4NYZ
- Lance Bass (* 1979), US-amerikanischer Sänger, Schauspieler und Filmproduzent, KG4UYY
- Otakar Batlička (1895–1942), tschechischer Radioamateur, Weltenbummler, Schriftsteller und Widerstandskämpfer gegen den Nationalsozialismus, OK1CB
- Arthur O. Bauer (1942–2025), niederländischer Technikhistoriker und Autor, PAØAOB
- Shari Belafonte (* 1954), US-amerikanische Schauspielerin und Sängerin, KE6YGN
- Tex Beneke (1914–2000), US-amerikanischer Jazz-Saxophonist, Sänger und Bigband-Leader, KØHWY
- Harold Henry Beverage (1893–1993), US-amerikanischer Elektrotechniker, W2BML
- John Elmer Blaha (* 1942), US-amerikanischer Astronaut, KC5TZQ
- Charles Frank Bolden (* 1946), US-amerikanischer Astronaut, Generalmajor und Direktor der NASA, KE4IQB
- Charles Eldon Brady (1951–2006), US-amerikanischer Astronaut, N4BQW
- Marlon Brando (1924–2004), US-amerikanischer Schauspieler, FO5GJ
- Goran Bregović (* 1950), jugoslawischer Musiker und Komponist, YU4ZU
- Michael Stuart Brown (* 1941), US-amerikanischer Genetiker, W3DCL
- Edmond Bruce (1899–1973), US-amerikanischer Elektroingenieur, 2JR
- Nolan Bushnell (* 1943), US-amerikanischer Unternehmer, W7DUK

## C

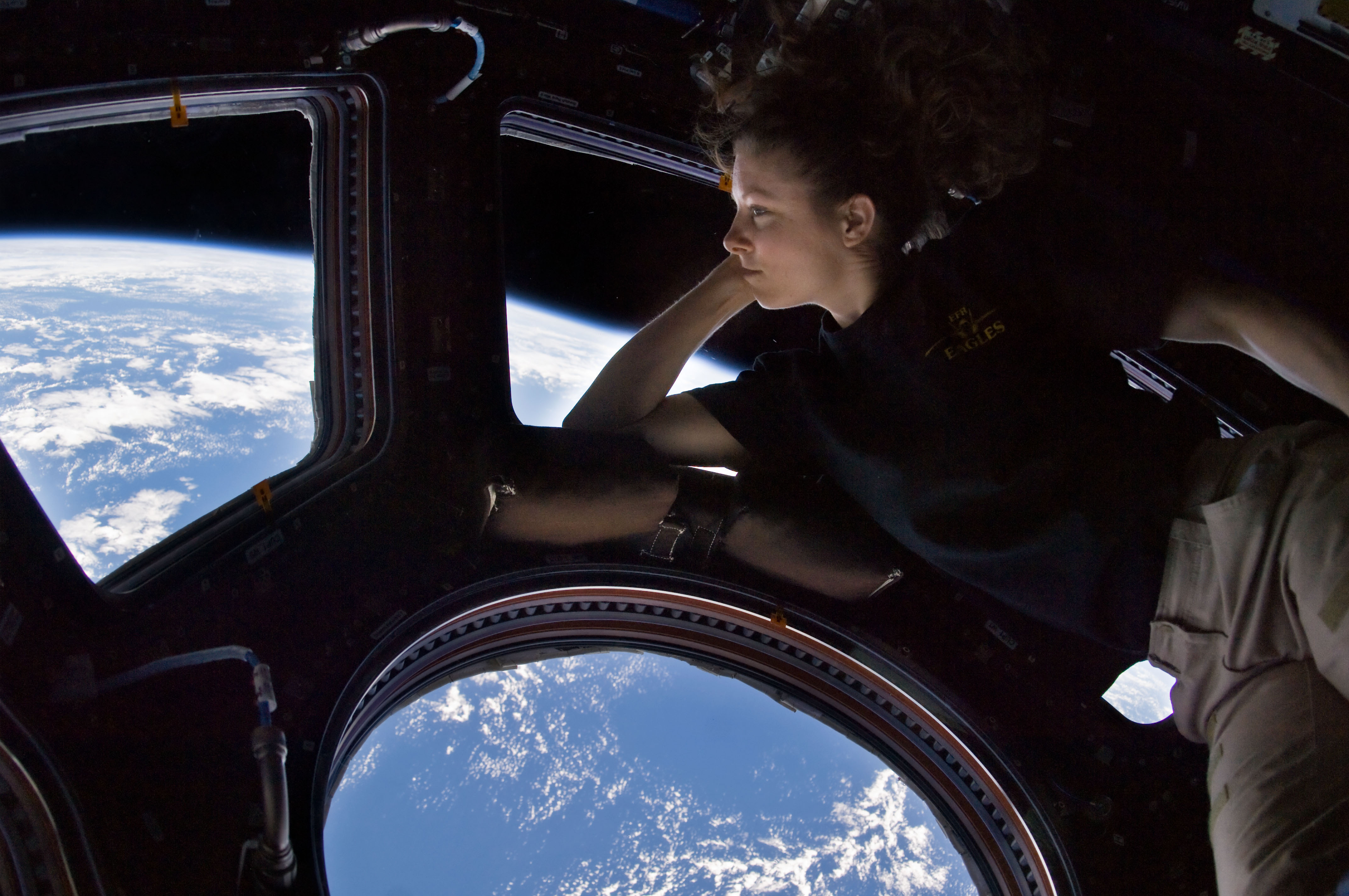
Tracy Caldwell Dyson, KF5DBF, 2010

- Robert Donald Cabana (* 1949), US-amerikanischer Astronaut, KC5HBV
- Tracy Caldwell Dyson (* 1969), US-amerikanische Astronautin, KF5DBF
- Kenneth Donald Cameron (* 1949), US-amerikanischer Astronaut, KB5AWP
- Christopher John Cassidy (* 1970), US-amerikanischer Astronaut, KF5KDR
- Kalpana Chawla (1961–2003), indisch-amerikanische Astronautin, KD5ESI
- Laurel Clark (1961–2003), US-amerikanische Astronautin, KC5ZSU
- Kenneth Dale Cockrell (* 1950), US-amerikanischer Astronaut, KB5UAH
- Catherine Grace Coleman (* 1960), US-amerikanische Astronautin, KC5ZTH
- Arthur A. Collins (1909–1987), US-amerikanischer Unternehmer, WØCXX
- Eileen Collins (* 1956), US-amerikanische Astronautin, KD5EDS
- Alex Comfort (1920–2000), britischer Arzt, Schriftsteller, Psychologe, Wissenschaftler, Pazifist und Anarchist, KA6UXR
- Frank Conrad (1874–1941), US-amerikanischer Rundfunkpionier, 8XK
- Stu Cook (* 1945), US-amerikanischer Bassist von Creedence Clearwater Revival, N6FUP
- Francesco Cossiga (1928–2010), italienischer Politiker, IØFCG
- Samantha Cristoforetti (* 1977), italienische Kampfpilotin und Astronautin, IZØUDF
- Walter Cronkite (1916–2009), US-amerikanischer Fernsehjournalist und Nachrichtensprecher bei CBS, KB2GSD
- Ward Cunningham (* 1949), US-amerikanischer Programmierer, K9OX

## D
- Josef Daneš († 1999), tschechischer Sachbuchautor und Radiomoderator, OK1YG
- Leonard Danilewicz (* um 1910; † nach 1960), polnischer Ingenieur, TPAV
- Ludomir Danilewicz (1904–1971), polnischer Ingenieur, TPAV
- Anastasio Somoza Debayle (1925–1980), nicaraguanisches Staatsoberhaupt, YN1AS
- Léon Deloy (1894–1969), französischer Sportschütze, (F)8AB
- Andy Devine (1905–1977), US-amerikanischer Schauspieler, WB6RER
- Frank De Winne (* 1961), belgischer Astronaut, ON1DWN
- John Hibbett DeWitt (1906–1999), US-amerikanischer Elektroingenieur, N4CBC
- Walter Dieminger (1907–2000), deutscher Geophysiker und Hochfrequenztechniker, DL6DS
- John T. Draper (* 1944), US-amerikanischer Hacker und Softwareentwickler, WB6EWU
- Brian Duffy (* 1953), US-amerikanischer Testpilot und Astronaut, N5WQW
- Stephen Dunwell (1913–1994), US-amerikanischer Computeringenieur, W8CGQ
- Samuel Thornton Durrance (1943–2023), US-amerikanischer Astronaut, N3TQA

## E

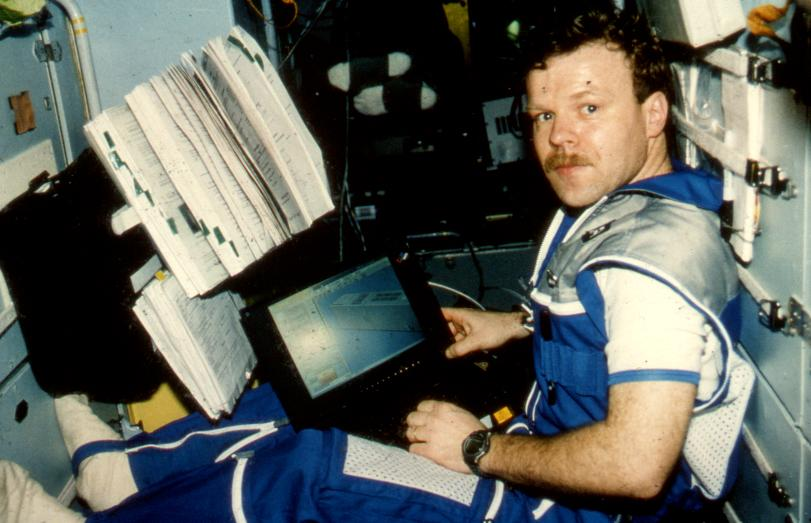
Reinhold Ewald, DL2MIR, 2015

- Horst Eisenlohr (* 1926), deutscher Physiker, DL9OL
- Jeri Ellsworth (* 1974), US-amerikanische Unternehmerin, AI6TK[1]
- Anthony Wayne England (* 1942), US-amerikanischer Astronaut, WØORE
- Abraham Esau (1884–1955), deutscher Physiker, EK4AAL
- Reinhold Ewald (Bild) (* 1956), deutscher Physiker und Astronaut, DL2MIR

## F
- Fahd ibn Abd al-Aziz (1923–2005), König von Saudi-Arabien, HZ1AA
- Allen Fairhall (1909–2006), australischer Rundfunkpionier und Politiker, VK2KB
- Leo Fender (1909–1991), US-amerikanischer Instrumentenbauer, W6DOE
- Reginald Fessenden (1866–1932), kanadischer Erfinder und Rundfunkpionier, 1XS
- Martin Joseph Fettman (* 1956), US-amerikanischer Astronaut, KC5AXA
- Michael Fincke (* 1967), US-amerikanischer Astronaut, KE5AIT
- Donald G. Fink (1911–1996), US-amerikanischer Elektroingenieur, W2AFX
- Klaus-Dietrich Flade (* 1952), deutscher Astronaut, DL1MIR
- Paul Flaherty (1964–2006), US-amerikanischer Informatiker und Elektroingenieur, N9FZX
- John Ambrose Fleming (1849–1945), britischer Elektroingenieur und Physiker
- Colin Michael Foale (* 1957), britisch-US-amerikanischer Astronaut, KB5UAC
- Rudolf Formis (1894–1935), deutscher Ingenieur und Radiotechniker, K-Y4
- Michael Edward Fossum (* 1957), US-amerikanischer Astronaut, KF5AQG
- Renée Franke (1928–2011), deutsche Schlagersängerin, DJ6RF
- Limor Fried (* 1979), US-amerikanische Ingenieurin, AC2SN
- Dirk Frimout (* 1941), erster belgischer Astronaut, ON1AFD
- Josef Fuchs (1904–1989), österreichischer Astronom, Geophysiker und Funkamateur, OE1JF
- Christer Fuglesang (* 1957), schwedischer Physiker und Astronaut, SAØAFS
- David Funderburk (* 1944), US-amerikanischer Politiker, K4TPJ
- Reinhard Furrer (1940–1995), deutsch-österreichischer Wissenschaftsastronaut, DD6CF

## G

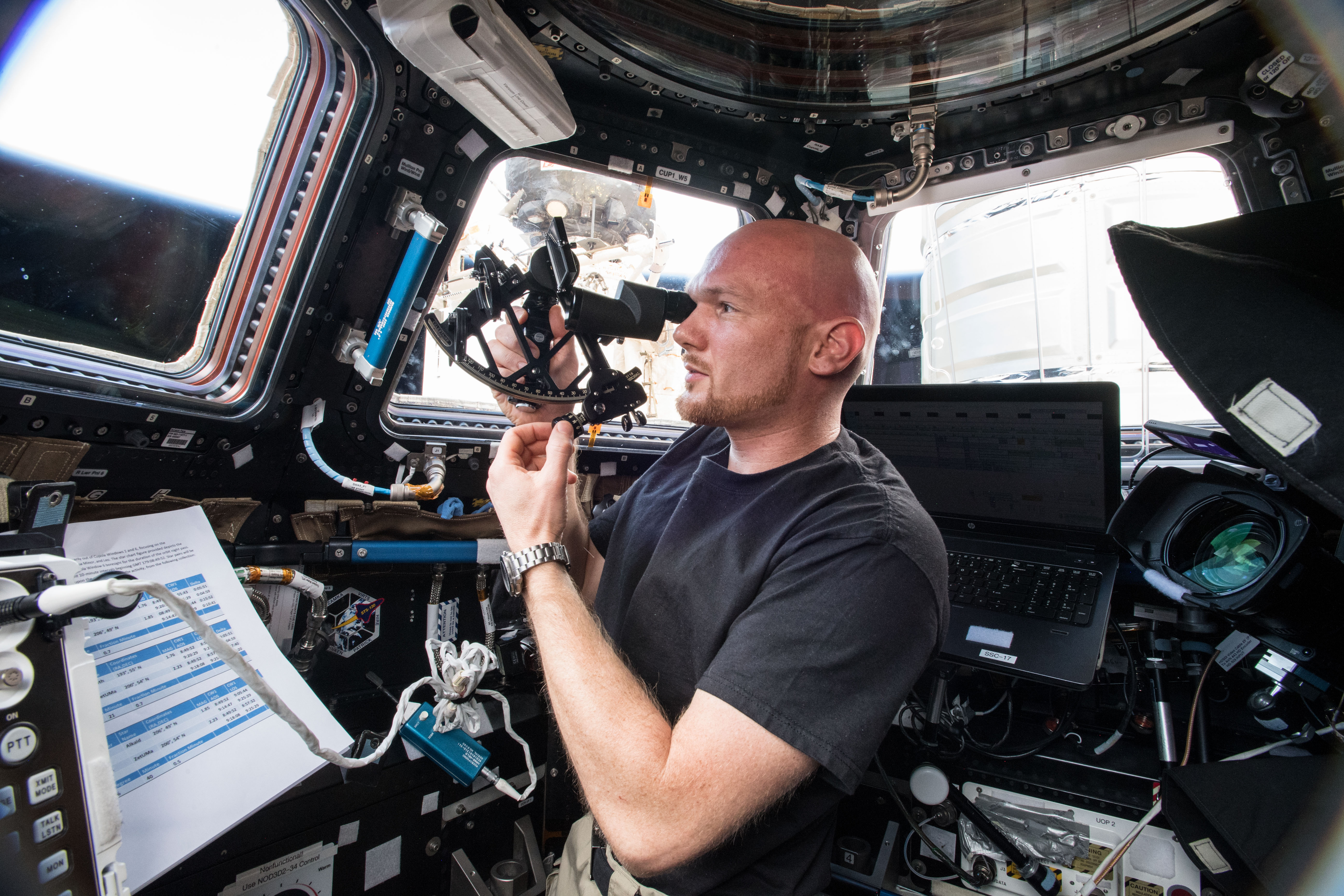
Alexander Gerst, KF5ONO (2018)

- Rajiv Gandhi (1944–1991), indischer Politiker, VU2RG
- Sonia Gandhi (* 1946), indische Politikerin, VU2SON
- Owen Kay Garriott (1930–2019), US-amerikanischer Astronaut, W5LFL
- Richard Garriott (* 1961), US-amerikanischer Computerspiel-Entwickler, W5KWQ
- Günther Maria Garzaner (1951–2015), österreichischer Schriftsteller, OE5KEO
- Hugo Gernsback (1884–1967), US-amerikanischer Verleger und Science-Fiction-Autor
- Alexander Gerst (* 1976), deutscher Geophysiker und Astronaut, KF5ONO
- Betty Gillies (1908–1998), US-amerikanische Pilotin, W6QPI
- Edmund P. Giambastiani (* 1948), US-amerikanischer Admiral, N4OC
- Esther Gisler Fischer (* 1968), Schweizer Theologin und Ethnologin, HB3XDT
- Victor J. Glover (* 1976), US-amerikanischer Astronaut, KI5BKC
- Arthur Godfrey (1903–1983), US-amerikanischer Radio- und Fernseh-Moderator, K4LIB
- Linda Maxine Godwin (* 1952), US-amerikanische Astronautin, N5RAX
- Barry Goldwater (1909–1998), US-amerikanischer Politiker, K7UGA
- Guillermo González Camarena (1917–1965), mexikanischer Erfinder, XE1GC
- Stewart Granger (1913–1993), britischer Schauspieler, N6KGB
- Wilson Greatbatch (1919–2011), US-amerikanischer Erfinder, W2QBO
- Wayne Green (1922–2013), US-amerikanischer Publizist, W2NSD
- William George Gregory (* 1957), US-amerikanischer Astronaut, KC5MGA
- Michael Griffin (* 1949), US-amerikanischer Physiker, NR3A
- Francis H. Griswold (1904–1989), US-amerikanischer Offizier, KØDWC
- Alfred Gross (1918–2000), US-amerikanischer Elektroingenieur, W8PAL
- Peter Guber (* 1942), US-amerikanischer Filmproduzent, K1ADJ

## H

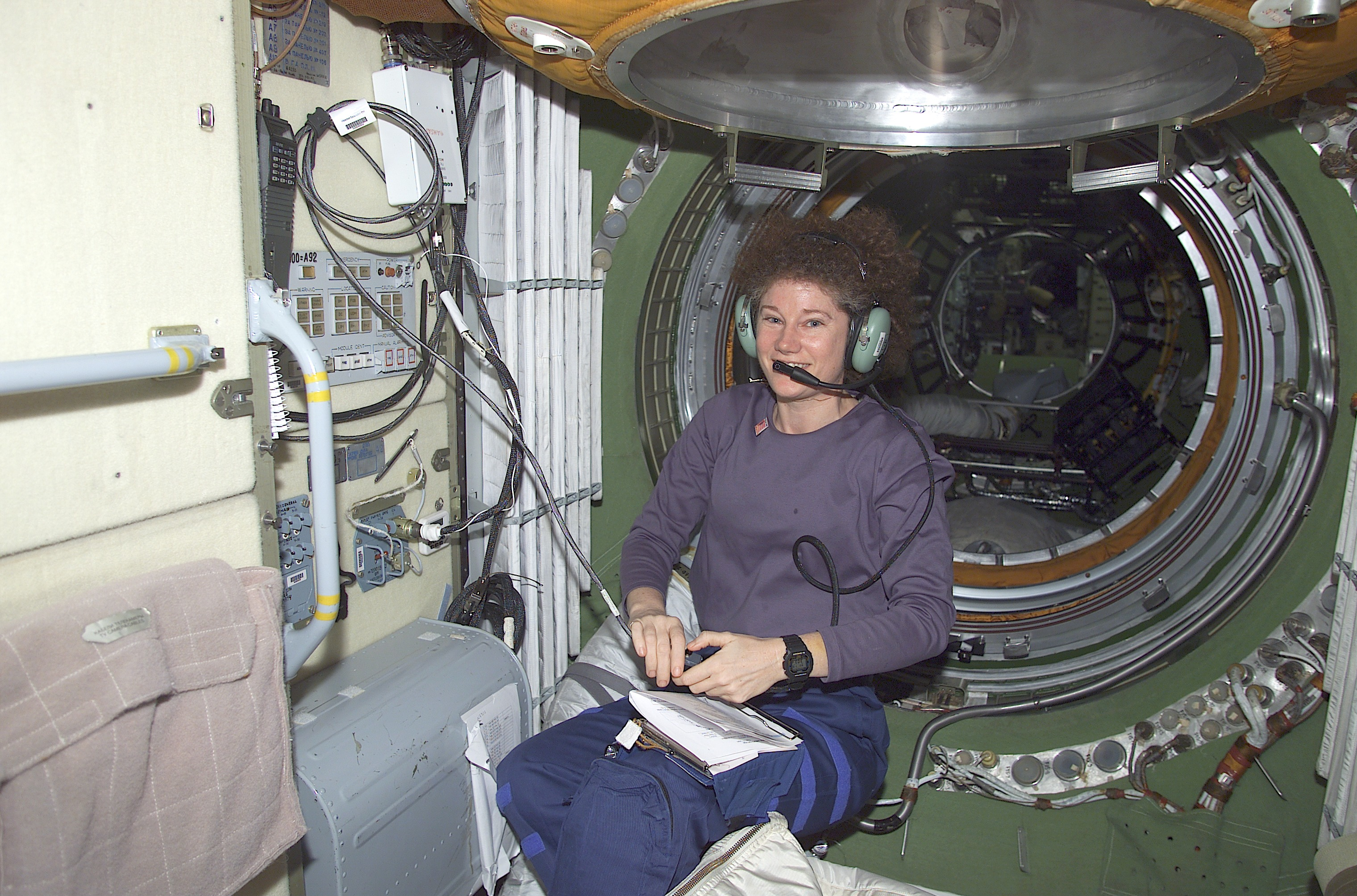
Susan Jane Helms, KC7NHZ (2001)

- Kamal Haasan (* 1954), indischer Schauspieler, VU2HAS
- Jan Habrda (1912–1943), tschechischer Widerstandskämpfer, OK2AH
- Anton Habsburg-Lothringen (1901–1987), Erzherzog von Österreich, OE3AH
- Chris Austin Hadfield (* 1959), kanadischer Astronaut, VA3OOG
- Claudie Haigneré (* 1957), französische Astronautin und Politikerin, FXØSTA
- James Donald Halsell (* 1956), US-amerikanischer Astronaut, KC5RNI
- Lloyd Blaine Hammond (* 1952), US-amerikanischer Astronaut, KC5HBS
- Robert Hanssen (1944–2023), US-amerikanischer Doppelagent und Mitarbeiter des FBI, K9QVL
- Wolf Harranth (1941–2021), österreichischer Kinderbuchautor, Übersetzer und Medienjournalist, OE1WHC
- Sako Hasegawa (1929–1993), japanischer Elektroingenieur und Gründer der Firma Yaesu, JA1MP
- Bob Heil (1940–2024), US-amerikanischer Tontechniker, K9EID
- Susan Jane Helms (* 1958), US-amerikanische Astronautin, KC7NHZ
- Hans Hilberling (* um 1948) deutscher Firmengründer und Chefentwickler, DK7LG
- Wau Holland (1951–2001), deutscher Journalist und Computer-Aktivist, DB4FA
- Michael Scott Hopkins (* 1968), US-amerikanischer Astronaut, KF5LJG
- Rudolf Horkheimer (1894–1982), deutscher Ingenieur und Funktechnikpionier, DK5GA, K-Y8
- Paul Horowitz (* 1942), US-amerikanischer Physiker und Elektronik-Spezialist, W1HFA
- Akihiko Hoshide (* 1968), japanischer Astronaut, KE5DNI
- Howard Hughes (1905–1976), US-amerikanischer Unternehmer, W5CY
- Russell Hulse (* 1950), US-amerikanischer Physiker, WB2LAV
- Hussein I. (Jordanien) (1935–1999), König von Jordanien, JY1
- Muna al-Hussein (* 1941), geschiedene Ehefrau von Hussein I., JY2
- John Huston (1906–1987), US-amerikanischer Filmregisseur, Drehbuchautor und Schauspieler, 6UK

## I
- Ibuka Masaru (1908–1997), japanischer Unternehmer, J3BB

## J
- Tamara Elizabeth Jernigan (* 1959), US-amerikanische Astronautin, KC5MGF
- Juan Carlos I. (* 1938), ehem. König von Spanien, EAØJC
- Larry Junstrom (1949–2019), US-amerikanischer Southern-Rock-Bassist, K4EB
- Fjodor Nikolajewitsch Jurtschichin (* 1959), russischer Kosmonaut, RN3FI

## K
- Leonard R. Kahn (1926–2012), US-amerikanischer Elektroingenieur, WB2SSP
- Heinz Kaminski (1921–2002), deutscher Chemieingenieur und Weltraumforscher, DJ5YM
- Phil Karn (* 1956), US-amerikanischer Elektroingenieur, KA9Q
- Grégoire Kayibanda (1924–1976), Präsident von Ruanda, 9X1A
- Kenneth Kellermann (* 1937), US-amerikanischer Astronom, K2AOE
- Jack Kilby (1923–2005), US-amerikanischer Ingenieur, W9GTY
- Joseph Kittinger (1928–2022), US-amerikanischer Pilot, N4HDP
- Martin Klewitz (1917–2013), deutscher Kunsthistoriker, DK4XM
- Maximilian Kolbe (1894–1941), polnischer Mönch und Märtyrer, SP3RN
- Oleg Dmitrijewitsch Kononenko (* 1964), russischer Kosmonaut, RN3DX
- Wolfram Felix Körner (1920–1998), deutscher Fachautor, DL1CU
- Rainer Köthe (* 1948), deutscher Sachbuchautor, DK6XN
- Michail Borissowitsch Kornijenko (* 1960), russischer Kosmonaut, RN3BF
- Gustav Košulič, tschechoslowakischer Widerstandskämpfer, OK1GU
- John D. Kraus (1910–2004), US-amerikanischer Physiker, W8JK
- Ernst Theodorowitsch Krenkel (1903–1971), sowjetischer Polarforscher und Funker, RAEM
- Sergei Konstantinowitsch Krikaljow (* 1958), russischer Kosmonaut, U5MIR
- Alois Krischke (1936–2023), österreichischer Sachbuchautor und Nachrichtentechniker, OE8AK, DJØTR
- Juscelino Kubitschek de Oliveira (1902–1976), Staatspräsident von Brasilien, PY1JKO
- André Kuipers (* 1958), niederländischer Raumfahrer, PI9ISS

## L
- Émile Lahoud (* 1936), libanesischer Staatspräsident, OD5LE
- Wendy Barrien Lawrence (* 1959), US-amerikanische Astronautin, KC5KII
- John Lees (* 1947), britischer Sänger, Songwriter, Komponist und Gitarrist, GØHEP
- David Cornell Leestma (* 1949), US-amerikanischer Astronaut, N5WQC
- Paul-Émile Léger (1904–1991), kanadischer Kardinal, TJ1BC
- Ernest Lehman (1915–2005), US-amerikanischer Drehbuchautor, K6DXK
- Curtis E. LeMay (1906–1990), US-amerikanischer General, KØGRL
- Richard Lindzen (* 1940), US-amerikanischer Atmosphärenphysiker, KA1SA
- Jerry Michael Linenger (* 1955), US-amerikanischer Astronaut, KC5HBR
- Shannon Lucid (* 1943), US-amerikanische Astronautin, RØMIR

## M

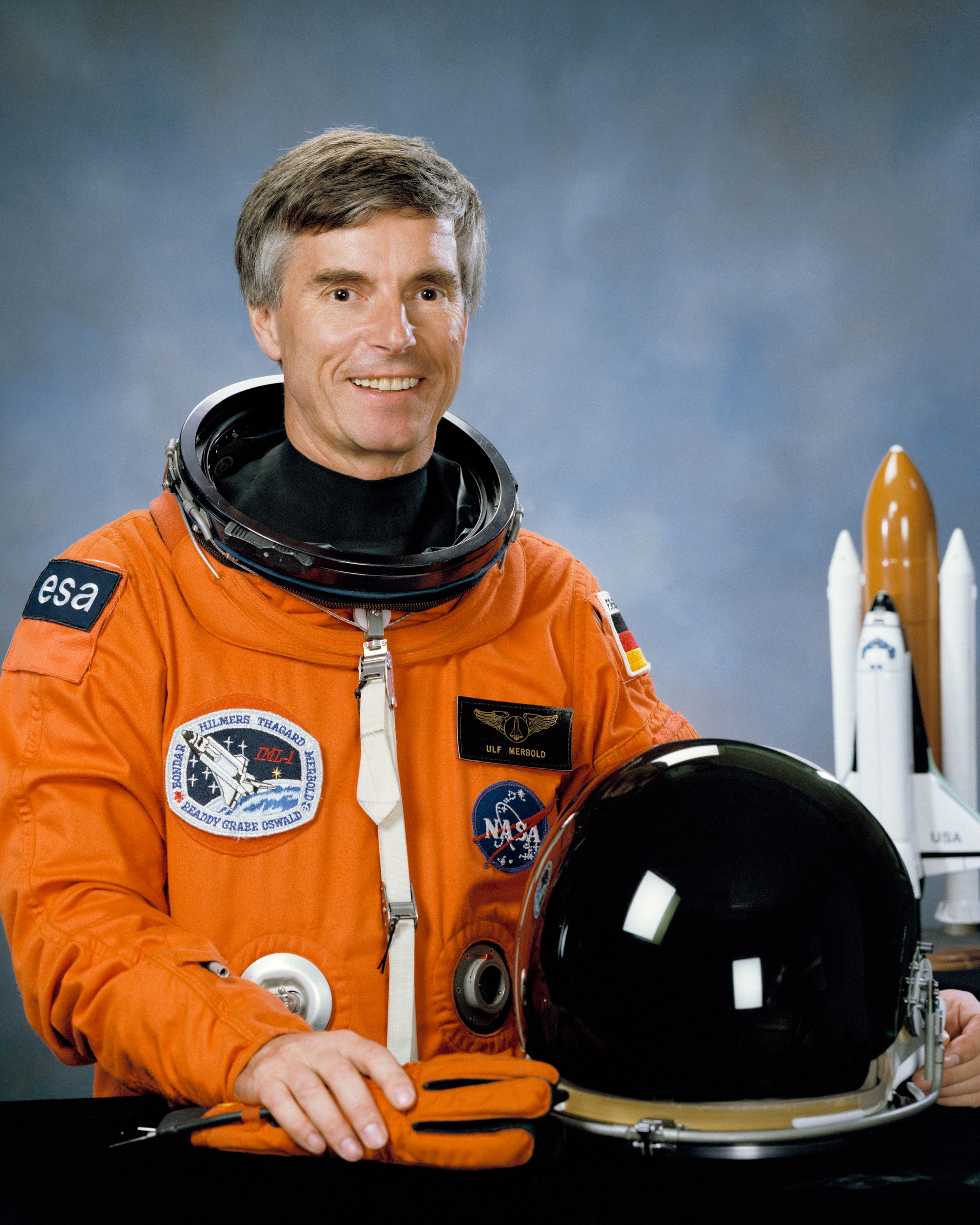
Ulf Merbold, DB1KM (1991)

- John Madey (1943–2016), US-amerikanischer Physiker, K2KGH[2]
- Sandra Hall Magnus (* 1964), US-amerikanische Astronautin, KE5FYE
- Roger Mahony (* 1936), US-amerikanischer Kardinal, W6QYI
- Juri Iwanowitsch Malentschenko (* 1961), russischer Kosmonaut, RK3DUP
- Mussa Chiramanowitsch Manarow (* 1951), ehemaliger sowjetischer Kosmonaut, U2MIR, UV3AM
- Guglielmo Marconi (1874–1937), italienischer Radiopionier und Unternehmer
- Zdravko Marjanović (* 1941), serbischer Friedensaktivist, YU7MZM
- Thomas Henry Marshburn (* 1960), US-amerikanischer Astronaut, KE5HOC
- Matthias Maurer (* 1970), deutscher Astronaut, KI5KFH
- Hiram Percy Maxim (1869–1936), US-amerikanischer Erfinder, 1AW, W1AW
- William S. McArthur (* 1951), US-amerikanischer Astronaut, KC5ACR
- Carlos Menem (1930–2021), Präsident von Argentinien, LU1SM
- Donald Menzel (1901–1976), US-amerikanischer Astronom, W1JEX
- Ulf Merbold (* 1941), deutscher Physiker und Astronaut, DB1KM
- Karl Meinzer (* 1940), deutscher Physiker, DJ4ZC
- Friedrich Merz (* 1955), deutscher Politiker, DK7DQ
- Ernst Messerschmid (* 1945), deutscher Physiker und Astronaut, DG2KM
- Raul Midón (* 1966), US-amerikanischer Singer-Songwriter, AE3RM
- David L. Mills (1938–2024), US-amerikanischer Informatiker, W3HCF
- Ronnie Milsap (* 1943), US-amerikanischer Country- und Pop-Sänger, WB4KCG
- Kevin Mitnick (1963–2023), US-amerikanischer Hacker, N6NHG
- Sir Mix-a-Lot (* 1963), US-amerikanischer Rapper und Musikproduzent, N6IWP
- William Moerner (* 1953), US-amerikanischer Nobelpreisträger, WN6I
- Eckart Moltrecht (* 1939), deutscher Fachautor, DJ4UF
- James Moran (* 1943), US-amerikanischer Astrophysiker, K1AKE
- Marshall Moran (1906–1992), US-amerikanischer Missionar, 9N1MM
- Barbara Radding Morgan (* 1951), US-amerikanische Astronautin, KD5VNP
- Mamoru Mōri (* 1948), japanischer Astronaut, 7L2NJY
- Morita Akio (1921–1999), japanischer Unternehmer, JP1DPJ

## N
- Steven Ray Nagel (1946–2014), US-amerikanischer Astronaut, N5RAW
- Paolo Nespoli (* 1957), italienischer Raumfahrer, IZØJPA
- Claude Nicollier (* 1944), erster Schweizer Astronaut, HB9CN
- Sōichi Noguchi (* 1965), japanischer Astronaut, KD5TVP
- Nūr von Jordanien (* 1951), verwitwete Ehefrau von Hussein I., JY1NH

## O
- Frank O’Beirne (1903–1998), US-amerikanischer Offizier, N4RJR
- Keizō Obuchi (1937–2000), japanischer Politiker, JI1KIT
- Ellen Lauri Ochoa (* 1958), US-amerikanische Astronautin, KB5TZZ
- Wubbo Ockels (1946–2014), niederländischer Physiker, PE1LFO
- Gregory Olsen (* 1945), US-amerikanischer Unternehmer, KC2ONX
- Stephen Scot Oswald (* 1951), US-amerikanischer Astronaut, KB5YSR

## P
- David Packard (1912–1996), US-amerikanischer Unternehmer, 9DRV
- Gennadi Iwanowitsch Padalka (* 1958), russischer Kosmonaut, RN3DT
- Mohammad Reza Pahlavi (1919–1980), Schah von Persien, EP1MP
- Ronald Anthony Parise (1951–2008), US-amerikanischer Astronaut, WA4SIR
- Luca Parmitano (* 1976), italienischer Testpilot und Astronaut, KF5KDP
- George Pataki (* 1945), US-amerikanischer Politiker, K2ZCZ
- Arnall Patz (1920–2010), US-amerikanischer Augenarzt, WA3EVC
- Bruce Perens (* 1958), US-amerikanischer Informatiker, K6BP
- Stephan Perren (1932–2019), Schweizer Chirurg, HB9QS
- Thomas Pesquet (* 1978), französischer Raumfahrer, KG5FYG
- Gordon Pettengill (1926–2021), US-amerikanischer Radioastronom, W1OUN
- Joseph Pevney (1911–2008), US-amerikanischer Filmregisseur, Schauspieler, Filmproduzent und Drehbuchautor, WA6MOS
- Robert Phelps (1926–2013), US-amerikanischer Mathematiker, K7UW
- Yvette Pierpaoli (1938–1999), französische Flüchtlingshelferin, F2YP
- Hans-Joachim Pietsch (* 1941),[3] deutscher Nachrichtentechniker und Fachautor, DJ6HP
- Marcos Pontes, brasilianischer Astronaut und Politiker, PYØAEB
- Waleri Wladimirowitsch Poljakow (1942–2022), sowjetischer Kosmonaut, U3MIR
- Charles Joseph Precourt (* 1955), US-amerikanischer Astronaut, KB5YSQ
- Priscilla Presley (* 1945), US-amerikanische Schauspielerin, N6YOS
- Bill Putnam (1920–1989), US-amerikanischer Musikproduzent, WA6PUK

## R
- Tony Randel (* 1956), US-amerikanischer Drehbuchautor, Filmregisseur und Filmeditor, K6BBC
- Grote Reber (1911–2002), US-amerikanischer Radioastronom, W9GFZ
- Serhij Rebrow (* 1974), ukrainischer Fußballspieler, UT5UDX, MØSDX
- Thomas Reiter (* 1958), deutscher Astronaut, DF4TR
- Sergei Nikolajewitsch Rewin (* 1966), russischer Kosmonaut, RN3BS
- Alvino Rey (1908–2004), US-amerikanischer Jazz-Gitarrist und Bandleader, W6UK
- John Reynolds (1923–2000), US-amerikanischer Geophysiker, KC6JCQ
- Cliff Richard (* 1940), britischer Popsänger, W2JOF
- Richard Noel Richards (* 1946), US-amerikanischer Astronaut, KB5SIW
- Brian Rix, Baron Rix (1924–2016), englischer Schauspieler, G2DQU
- Achim Rogmann, deutscher Jurist, DF3EC
- Lothar Rohde (1906–1985), deutscher Hochfrequenztechniker, DJ5LR
- Ulrich L. Rohde (* 1940), deutscher Hochfrequenztechniker, DJ2LR, N1UL/mm
- Harold A. Rosen (1926–2017), US-amerikanischer Elektroingenieur, W5JKW
- Jerry Ross (* 1948), US-amerikanischer Astronaut, N5SCW
- Mike Ross (* 1961), US-amerikanischer Politiker (Demokratische Partei), WD5DVR
- Karl Rothammel (1914–1987), deutscher Sachbuchautor, DM2ABK, Y21BK, Y3ØABK
- Samuel Ruben (1900–1988), US-amerikanischer Erfinder in der Elektrochemie, 2ASP
- Wolfgang Rudolph (* 1944), deutscher Fernsehmoderator, DC3PA
- Richard Glenn Rutan (1938–2024), US-amerikanischer Testpilot, KB6LQS

## S
- Qabus ibn Sa'id Al Sa'id (1940–2020), Sultan des Oman, A41AA
- Bobby Schenk (* 1939), deutscher Sportsegler, DK8CL
- Nils Schiffhauer (* 1955), deutscher Sachbuchautor, DK8OK
- Egon Schlegel (1938–2013), deutscher Filmregisseur, Drehbuchautor und Schauspieler, DM2BUD, Y22UD, DL1ROQ. Als Funkamateur war er unter anderem an der Entwicklung des Amateurfunk-Transceivers Teltow unmittelbar beteiligt.[4]
- Hans Wilhelm Schlegel (* 1951), deutscher Astronaut, DG1KIH
- Lutz D. Schmadel (1942–2016), deutscher Astronom, DK8UH
- Wilhelm Ludolf Schmitz (1899–1973), deutscher Physiker, K-P6
- Fred H. Schnell (1892–1975), weltweit erste Transozeanverbindung auf Kurzwelle (mit Léon Deloy), 1MO, U1MO, W9UZ, W4CF
- John Sculley (* 1939), US-amerikanischer Manager, K2HEP
- Richard Alan Searfoss (1956–2018), US-amerikanischer Astronaut, KC5CKM
- Ronald Michael Sega (* 1952), US-amerikanischer Astronaut, KC5ETH
- Katsutsugu Sekiya (* 1938), japanischer Politiker, JA5FHB
- Martin Selber (1924–2006), deutscher Schriftsteller, DM2APG
- Garry Shandling (1949–2016), US-amerikanischer Schauspieler und Komiker, KD6OY
- Feargal Sharkey (* 1958), nordirischer Sänger, GØOAN
- Helen Patricia Sharman (* 1963), erste britische Astronautin, GB1MIR
- Charles Simonyi (* 1948), US-amerikanischer Informatiker, KE7KDP
- Bhawani Singh (1931–2011), indischer Maharadscha, VU2HHJ
- George E. Smith (* 1930), US-amerikanischer Physiker, AA2EJ
- Phillip Smith (1905–1987), US-amerikanischer Ingenieur, 1ANB
- Percy Spencer (1894–1970), US-amerikanischer Erfinder, W1GBE
- Rudolf Staritz (1921–2021), deutscher Nachrichtentechniker, DL3CS
- Clifford Stoll (* 1950), US-amerikanischer Astronom und Publizist, K7TA
- Emanuel Strunz (1911–2011), österreichischer Unternehmer, OE3ES
- Kathryn Dwyer Sullivan (* 1951), US-amerikanische Astronautin, N5YVV
- George Sweigert (1920–1999), US-amerikanischer Erfinder, N9LC

## T
- Joseph Hooton Taylor Jr. (* 1941), US-amerikanischer Astrophysiker, K1JT
- Frederick Terman (1900–1982), US-amerikanischer Elektroingenieur, 6AE, 6FT, 6WH
- Gerhard Thiele (* 1953), deutscher Astronaut, DG1KIL
- Robert Brent Thirsk (* 1953), kanadischer Astronaut, VA3CSA
- Donald Alan Thomas (* 1955), US-amerikanischer Astronaut, KC5FVF
- Edward O. Thorp (* 1932), US-amerikanischer Mathematiker, W6VVM
- Paul Tibbets (1915–2007), US-amerikanischer Pilot der Luftstreitkräfte, K4ZVZ
- Dennis Tito (* 1940), US-amerikanischer Unternehmer und erster Weltraumtourist, KG6FZX
- Wladimir Georgijewitsch Titow (* 1947), sowjetischer Kosmonaut, U1MIR
- Michel Tognini (1949), französischer Astronaut, KD5EJZ
- Hamadoun Touré (1953), malischer Journalist und Politiker, HB9EHT
- Bob Twiggs (1935), US-amerikanischer Raumfahrtingenieur, KE6QMD

## U
- U Thant (1909–1974), UNO-Generalsekretär, XZ2TH

## V
- Heinz Oskar Vetter (1917–1990), deutscher Gewerkschafter, DL6BQ
- Franz Viehböck (* 1960), erster österreichischer Kosmonaut, OEØMIR
- Jürgen Vietor (* 1942), deutscher Pilot, DJ6FP
- Janice Elaine Voss (1956–2012), US-amerikanische Astronautin, KC5BTK

## W

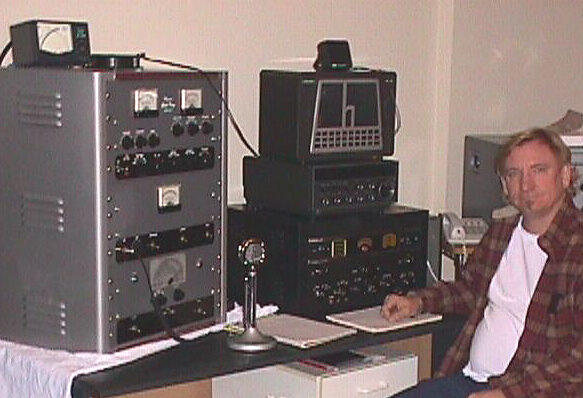
Joe Walsh, WB6ACU, in seinem Radio Shack (2006).

- Kōichi Wakata (* 1963), japanischer Astronaut, KC5ZTA
- Greg Walden (* 1957), US-amerikanischer Politiker, W7EQI
- Shannon Walker (* 1965), US-amerikanische Astronautin, KD5DXB
- Don Wallace (1898–1985), US-amerikanischer Radiopionier, W6AM
- Ulrich Walter (* 1954), deutscher Physiker und Astronaut, DG1KIM
- Joe Walsh (Bild) (* 1947), US-amerikanischer Rock-Musiker, WB6ACU
- Carl Erwin Walz (* 1955), US-amerikanischer Astronaut, KC5TIE
- Douglas H. Wheelock (* 1960), US-amerikanischer Astronaut, KF5BOC
- Robert K. von Weizsäcker (* 1954), deutscher Ökonom und Professor, DL1BOB
- Joko Widodo (* 1961), indonesischer Staatspräsident, YD2JKW
- Clyde E. Wiegand (1915–1996), US-amerikanischer experimenteller Teilchenphysiker, W6CGD
- Osmo A. Wiio (1928–2013), finnischer Kommunikationswissenschaftler, OH2TK
- Sunita Lyn Williams (* 1965), US-amerikanische Astronautin, KD5PLB
- Loren Windom (1905–1988), US-amerikanischer Offizier, W8GZ
- Pawel Wladimirowitsch Winogradow (* 1953), russischer Kosmonaut, RV3BS
- Reid Wiseman (* 1975), US-amerikanischer Astronaut, KF5LKT
- Alexander Alexandrowitsch Wolkow (* 1948), sowjetischer Kosmonaut, U4MIR
- Sergei Alexandrowitsch Wolkow (* 1973), russischer Kosmonaut, RU3DIS
- Steve Wozniak (* 1950), US-amerikanischer Computeringenieur und Unternehmer, ehemals WA6BND[5][6]

## Y
- Jeana Yeager (* 1952), US-amerikanische Testpilotin, KB6LQR

## Z
- Gary Zimmerman (* 1961), US-amerikanischer American-Football-Spieler, N7ZIM
- Willmut Zschunke (1940–2021), deutscher Elektroingenieur, DJ9ZO